# Белая долина
Белая долина (фр. Vallée Blanche) — долина с ледниками в районе массива Монблан.
По долине проходит самая длинная в мире горнолыжная трасса для занятия фрирайдом протяжённостью около 22 км. Возможно два варианта подъёма к началу спуска: из Франции и Италии.
При подъёме со стороны Франции, из Шамони, начало спуска — обзорная площадка на вершине Эгюий-дю-Миди (3840 м), подъём на которую осуществляются в гондоле маятниковой канатной дороги. Перепад высот спуска составляет около 2700 м. В зависимости от состояния снежного покрова возможен спуск прямо до Шамони.
При подъёме со стороны Италии, из местечка Ла-Палюд, Курмайёр, начало спуска — с вершины Пойнт-Хелброннер, (3462 м) в массиве Монблан, где расположена станция канатной дороги, соединяющей Италию с Францией. Через некоторое расстояние спуски из Италии и Франции соединяются.
На леднике, по которому проходит спуск, имеются глубокие трещины, поэтому рекомендуется спуск только с опытным гидом.

## Галерея

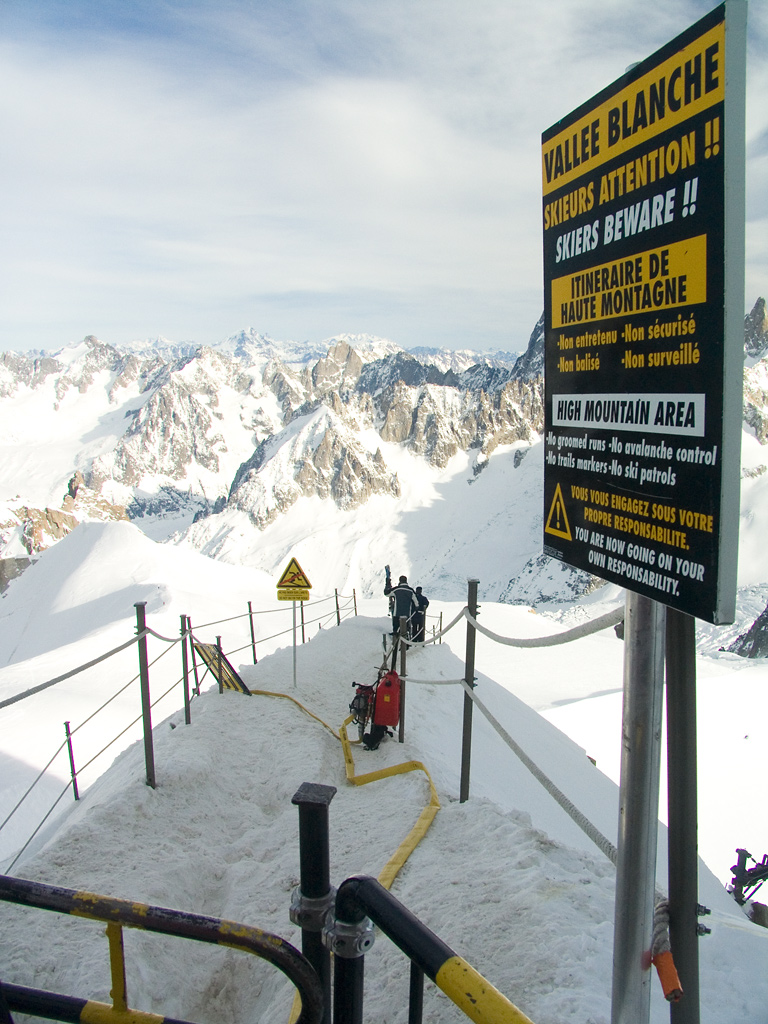
Подход к месту начала спуска по Белой долине
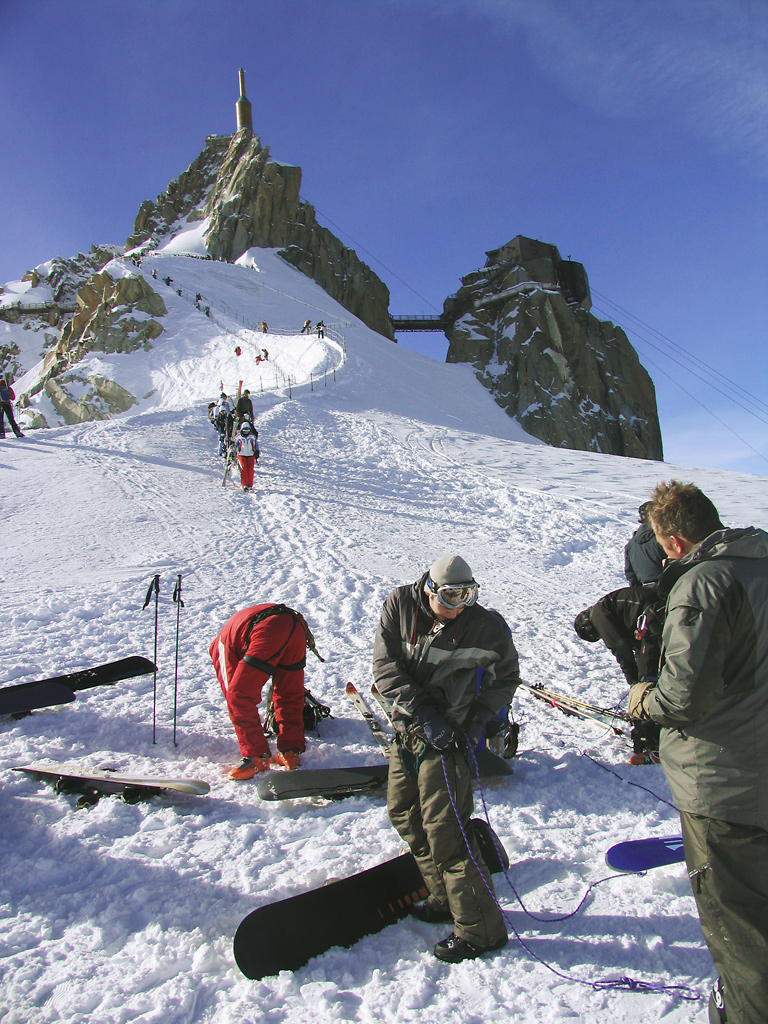
Начало спуска по Белой долине из Франции, от Эгюий-дю-Миди
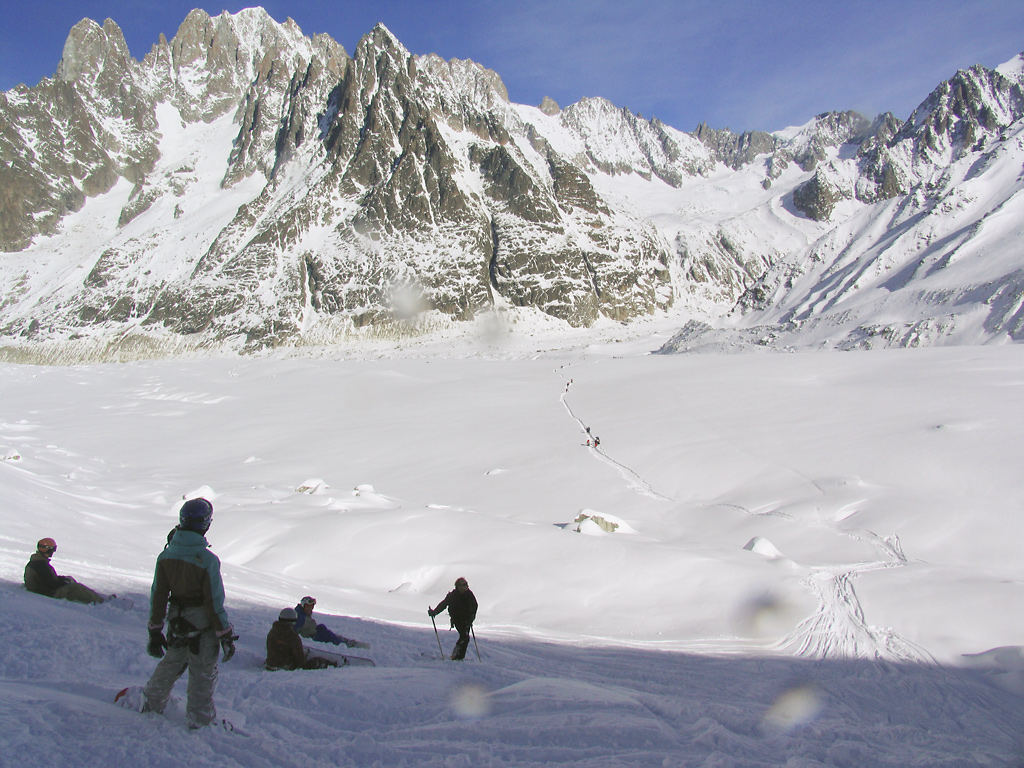
Спуск по Белой долине